# Riemann-Stieltjes integral
Riemann-Stieltjes integral, även kallad Stieltjesintegral, är inom matematisk analys en speciell integral, som kan ses som en generalisering av Riemannintegralen, uppkallad efter matematikern Thomas Joannes Stieltjes. Vid vanlig Riemannintegrering integrerar man med hänsyn till {\displaystyle x}-axeln, men vid Riemann-Stieltjes-integrering integrerar man med hänsyn till en annan funktion.

## Definition och existens

### Konstruktion av integralen
Ett intervall av reella tal kallat {\displaystyle [a,b]} kan delas in i flera delintervall med en partition, {\displaystyle P}, som består av ändligt många punkter {\displaystyle x_{0},x_{1},...,x_{n}} sådana att
{\displaystyle a=x_{0}\leq x_{1}\leq x_{2}\leq ...\leq x_{n-1}\leq x_{n}=b}.
För två begränsade funktioner på intervallet, {\displaystyle f(x)} och {\displaystyle \alpha (x)} inför vi differensoperatorn:
{\displaystyle \Delta \alpha _{k}=\alpha (x_{k})-\alpha (x_{k-1})\,}.
Då {\displaystyle f(x)} är begränsad på {\displaystyle [a,b]} kan vi hitta ett supremum respektive infimum för funktionsvärdena på dessa intervall och inför beteckningarna:
{\displaystyle M_{k}=\sup f(x)~~~(x_{k-1}\leq x\leq x_{k})}
{\displaystyle m_{k}=\inf f(x)~~~~(x_{k-1}\leq x\leq x_{k})}
Vi får nu två summor, beroende på partitionen {\displaystyle P} och funktionerna {\displaystyle f} samt {\displaystyle \alpha }:
{\displaystyle U(P,f,\alpha )=\sum _{k=1}^{n}M_{k}\Delta \alpha _{k}}
{\displaystyle L(P,f,\alpha )=\sum _{k=1}^{n}m_{k}\Delta \alpha _{k}}
{\displaystyle U(P,f,\alpha )\geq L(P,f,\alpha )} (då {\displaystyle M_{i}\geq m_{i}}). 
Låt vidare {\displaystyle {\mathcal {P}}} vara mängden av alla partitioner av {\displaystyle [a,b]} och om
{\displaystyle \inf _{P\in {\mathcal {P}}}U(P,f,\alpha )=\sup _{P\in {\mathcal {P}}}L(P,f,\alpha )}
säger man att integralen existerar, vilket betecknas med {\displaystyle f\in {\mathfrak {R}}(\alpha )}, och betecknar värdet med:
{\displaystyle \int _{a}^{b}f\,d\alpha } eller {\displaystyle \int _{a}^{b}f(x)\,d\alpha (x)}.
Om man väljer {\displaystyle \alpha (x)=x} fås den vanliga Riemannintegralen.

### Existens med epsilon
{\displaystyle f\in {\mathfrak {R}}(\alpha )} om och endast om det för varje {\displaystyle \epsilon >0} existerar en partition {\displaystyle P} så att
{\displaystyle U(P,f,\alpha )-L(P,f\alpha )<\epsilon \,}.

## Egenskaper
För strängt ökande {\displaystyle \alpha } och {\displaystyle f,f_{1},f_{2}\in {\mathfrak {R}}(\alpha )} och {\displaystyle c\in \mathbb {R} } har integralen följande egenskaper:
- {\displaystyle f_{1}+f_{2}\in {\mathfrak {R}}(\alpha )} och {\displaystyle \int _{a}^{b}(f_{1}+f_{2})\,d\alpha =\int _{a}^{b}f_{1}\,d\alpha +\int _{a}^{b}f_{2}\,d\alpha }.
- {\displaystyle cf\in {\mathfrak {R}}(\alpha )} och {\displaystyle \int _{a}^{b}cf\,d\alpha =c\int _{a}^{b}f\,d\alpha }.
- Om {\displaystyle f_{1}\leq f_{2}} är {\displaystyle \int _{a}^{b}f_{1}\,d\alpha \leq \int _{a}^{b}f_{2}\,d\alpha }.
- Om {\displaystyle a<c<b} är {\displaystyle \int _{a}^{c}f\,d\alpha +\int _{c}^{b}f\,d\alpha =\int _{a}^{b}f\,d\alpha }

Om {\displaystyle \alpha _{1}} och {\displaystyle \alpha _{2}} är strängt ökande och {\displaystyle f\in {\mathfrak {R}}(\alpha _{1})} och {\displaystyle f\in {\mathfrak {R}}(\alpha _{2})} och {\displaystyle c\in \mathbb {R} } så:
- {\displaystyle \int _{a}^{b}f\,d(\alpha _{1}+\alpha _{2})=\int _{a}^{b}f\,d\alpha _{1}+\int _{a}^{b}f\,d\alpha _{2}}.
- {\displaystyle \int _{a}^{b}f\,d(c\alpha )=c\int _{a}^{b}f\,d\alpha }

Om {\displaystyle f} även är kontinuerlig på hela {\displaystyle [a,b]} existerar det även {\displaystyle c\in [a,b]} så att:
{\displaystyle \int _{a}^{b}fd\alpha =f(c)(\alpha (b)-\alpha (a))}
vilket kallas medelvärdesegenskapen.
Om {\displaystyle \alpha } är strängt ökande och kontinuerlig deriverbar på {\displaystyle [a,b]} och{\displaystyle f\in {\mathfrak {R}}(\alpha )} är
{\displaystyle \int _{a}^{b}f\,d\alpha =\int _{a}^{b}f(x)\alpha '(x)\,dx}.

## Tillämpningar
Riemann-Stieltjes integral kan användas till att räkna ut väntevärdet för en kumulativ fördelningsfunktion med diskret fördelning.